# John Frimpong Osei
John Frimpong Osei est né le 5 mars 1971  à Akim Ntronang au Ghana, est un homme politique ghanéen.
Membre du septième Parlement de la quatrième République du Ghana (en) et actuellement membre du huitième Parlement de la quatrième République du Ghana (en) représentant la circonscription d'Abirem (en) dans la région de l'Est sur la liste du Nouveau Parti patriotique,.

## Jeunesse et éducation
John Frimpong est né à Akim Ntronang dans la région orientale du Ghana. John Frimpong a obtenu son certificat d'études secondaires en 1986. Il a ensuite obtenu son niveau ordinaire en 1991 et son niveau avancé en 1993. John Frimpong a obtenu son baccalauréat ès arts ( géographie et développement des ressources) en 1998 et son M.PHIL ( géographie de la microfinance ) en 2004 de l'Université du Ghana, Legon – Ghana,.

## Carrière
John Frimpong a été directeur d'OM Finance and Business Service Limited de 1999 à 2000. Il a également été assistant spécial du ministère de 2002 à 2005 au ministère des Finances et de la Planification économique (en) et au ministère de l'Éducation ainsi qu'au ministère de la Jeunesse et des Sports. John Frimpong travaille désormais comme député pour la circonscription d'Abirem (en),.

## Vie politique
John Frimpong a remporté le siège parlementaire dans sa circonscription (circonscription d'Abirem (en)) dans la région de l'Est lors des élections générales ghanéennes de 2016 sur la liste du Nouveau Parti patriotique pour rejoindre le septième (7e) Parlement de la quatrième République du Ghana avec 19 208 voix (61,0 %) contre Mavis Ama Frimpong (en) du Congrès national démocratique qui avait 12 217 voix (38,8 %),,. Il a remporté à nouveau les élections générales ghanéennes de 2020 sur la liste du Nouveau Parti Patriotique pour rejoindre le Huitième (8e) Parlement de la Quatrième République du Ghana avec 19 151 voix (55,2 %) contre Mavis Ama Frimpong Mavis Ama Frimpong (en) du Congrès National Démocratique qui avait 15 110 voix (43,5 %).
Il a perdu les primaires parlementaires du NPP en 2024,.

### Comités
John Frimpong est membre du comité des affaires de l'alimentation, de l'agriculture et du cacao en tant que président. Il est également membre du Comité des privilèges du 8e Parlement de la quatrième République du Ghana.

## Vie personnelle
John Frimpong est chrétien,.

## Philanthropie
John Frimpong a fait don de cent ampoules led pour aider à mettre fin à l'insécurité dans sa municipalité.

## Récompenses
John Frimpong a reçu le prix Hall of Fame 2020 de l'United Clergy International Association (UCIA) pour l'excellence en leadership. L'United Clergy International Association (UCIA) a organisé sa 11e édition des prix à l'All Nations University (en) le 8 août 2020.